# Medaille für Wissenschaft und Kunst (Bulgarien)
Die Medaille für Wissenschaft und Kunst (bulgarisch Медал „За Наука и Изкуство“) wurde am 24. März 1883 von Fürst Alexander von Bulgarien in Gold und Silber gestiftet. Sie konnte an alle Personen verliehen werden, die sich um die Wissenschaft, Kunst, Industrie und Landwirtschaft besonders verdient gemacht hatten.

## Aussehen
Das Ordenszeichen zeigt auf der Vorderseite das Bildnis des Stifters und umlaufend seinen Namen in Kyrillischer Schrift. Auf der Rückseite sieht man eine sitzende Frau in einem römischen Gewand gekleidet, die in der linken Hand einen Schild mit dem bulgarischen Löwen und in der rechten einen Eichenkranz hält. Im Sockel steht bei der goldenen Ausführung in kyrillischer Schrift Goldene Medaille für Wissenschaft und Kunst, bei der silbernen Medaille für Wissenschaft und Kunst.

## Trageweise
Getragen wurde die Auszeichnung an einem rotgerippten Dreiecksband mit weißen Seitenstreifen auf der linken Brustseite.